# Anders Aagaard
Anders Aagaard Jensen (født 7. februar 1977, Gråsten) er dansk restauratør og indehaver af Madklubben Aps og flere andre restaurationsvirksomheder. Det var først efter gymnasietiden at Madklubbens stifter og ejer Anders Aagaard fandt ud af, at han ville være restauratør. Han satte sig derfor ned og skrev en ansøgning til den mest anerkendte hotel- og restaurantskole i Schweiz, hvor han var heldig at komme ind. Efter opholdet på skolen, hvor Anders Aagaard blev æresstudent, følte han sig klar til at erobre restaurant-verdenen. 
Han startede Madklubben i 2007. Årsagen til det navnevalg var, at Anders Aagaard ville lave en restaurant, hvor der var hyggeligt, god mad og plads til alle. Han ville demokratisere restaurantbesøget. Anders Aagaard mente, at det var forkert, at en lækker restaurantoplevelse kun var forbeholdt forretningsfolk, foodies og fødselarer. Han ville skabe en restaurant, hvor man sænkede skuldrene fra det sekund man gik ind af døren. Om man var big shot advokat eller 1. semester studerende på RUC, så skulle Madklubben være stedet, man kunne få en lækker og hyggelig restaurantoplevelse uden risiko for koldsved, når tjeneren kom ind med regningen.
Med en hammer i den ene hånd og grydeske i den anden byggede Anders Aagaard på få blot et par måneder Madklubben i Store Kongensgade op helt fra bunden. Det blev begyndelsen på en succesfuld rejse for Anders Aagaard. I dag har Anders Aagaard 20 forskellige restauranter i Danmark. Han er lykkedes med at demokratisere restaurantbesøget og få endnu flere danskere til at spise på restaurant. Alene i 2018 spiste cirka 900.000 danskere på en af Madklubbens restauranter og målet er at runde en million i 2019. 
Han blev i sommeren 2010 kåret som Årets Københavner af Berlingske. I 2011 blev han kendt som vært i tv-serien Masterchef Danmark på TV3.